# 尖音库蚊
尖音库蚊（学名：Culex pipiens），又称家蚊、淡色库蚊、北方家蚊、混雜家蚊或普通家蚊，是蚊科的一种吸血蚊子。这个物种是一些疾病的载体，如日本脑炎、脑膜炎、荨麻疹，在美国，它传播西尼罗河病毒。

## 分布
该物种在全球主要大洲均有分布，包括欧洲、亚洲、非洲、南美洲和北美洲。
它分布在以下国家：阿根廷、波斯尼亚和黑塞哥维那、保加利亚、加拿大、塞浦路斯、捷克、埃及、法国、德国、希腊、匈牙利、伊朗、以色列、日本、约旦、拉脱维亚、黎巴嫩、立陶宛、卢森堡、摩洛哥、巴基斯坦、波兰、葡萄牙、罗马尼亚、俄罗斯、沙特阿拉伯、斯洛伐克、西班牙、瑞典、塔吉克斯坦、突尼斯、土耳其、英国、塞尔维亚、美国、乌拉圭、蒙特內哥羅。

## 描述
尖音库蚊长度为3-7毫米，身体细长，翅膀狭长，腿很长。腹部为带状棕色和白色。它们有羽状触角。

2023近年來，從平地城市到山區都有活動跡象，尖音库蚊又稱長尾蚊(Culex)這種蚊子通常在夜間活動，並且可能會咬人類。它們的叮咬也可能引起較強烈的癢感。

## 习性
雌性以吸血为生，尤其是人类的血液。雄性吸食花粉，花蜜和植物汁液。

## 相似種
- 地下家蚊（Culex molestus）：曾长期被当成是尖音库蚊的亚种，直到2004年才确定是独立物种，为近年臺灣入侵外來種。